# 訃報 2011年10月
訃報 2011年10月（ふほう 2011ねん10がつ）では、2011年10月に物故した、又は物故が報じられた人物についてまとめる。

## 1日 - 15日

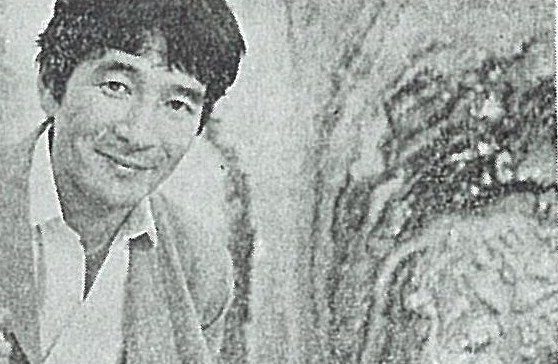
元永定正／10月3日没

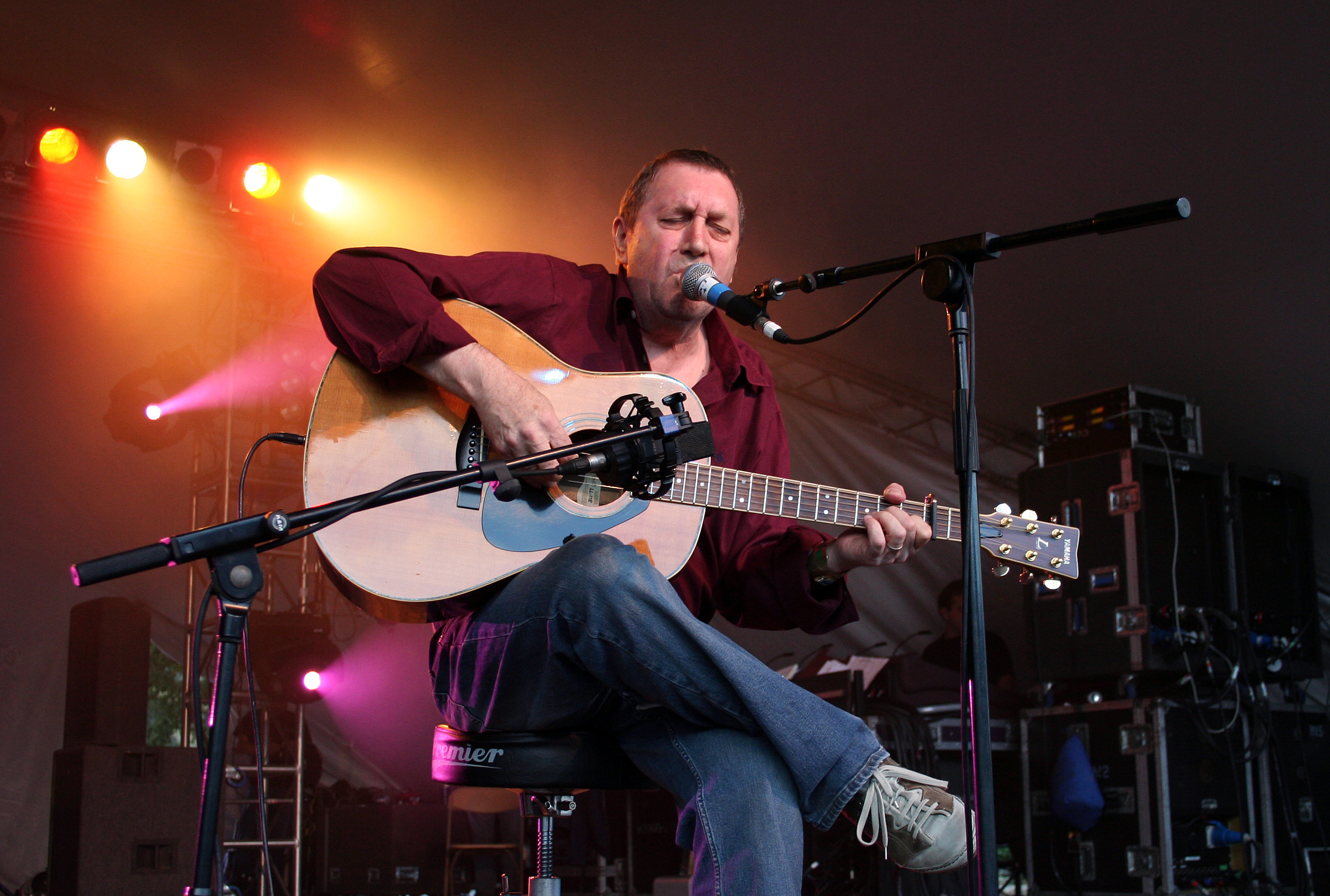
バート・ヤンシュ／10月5日没

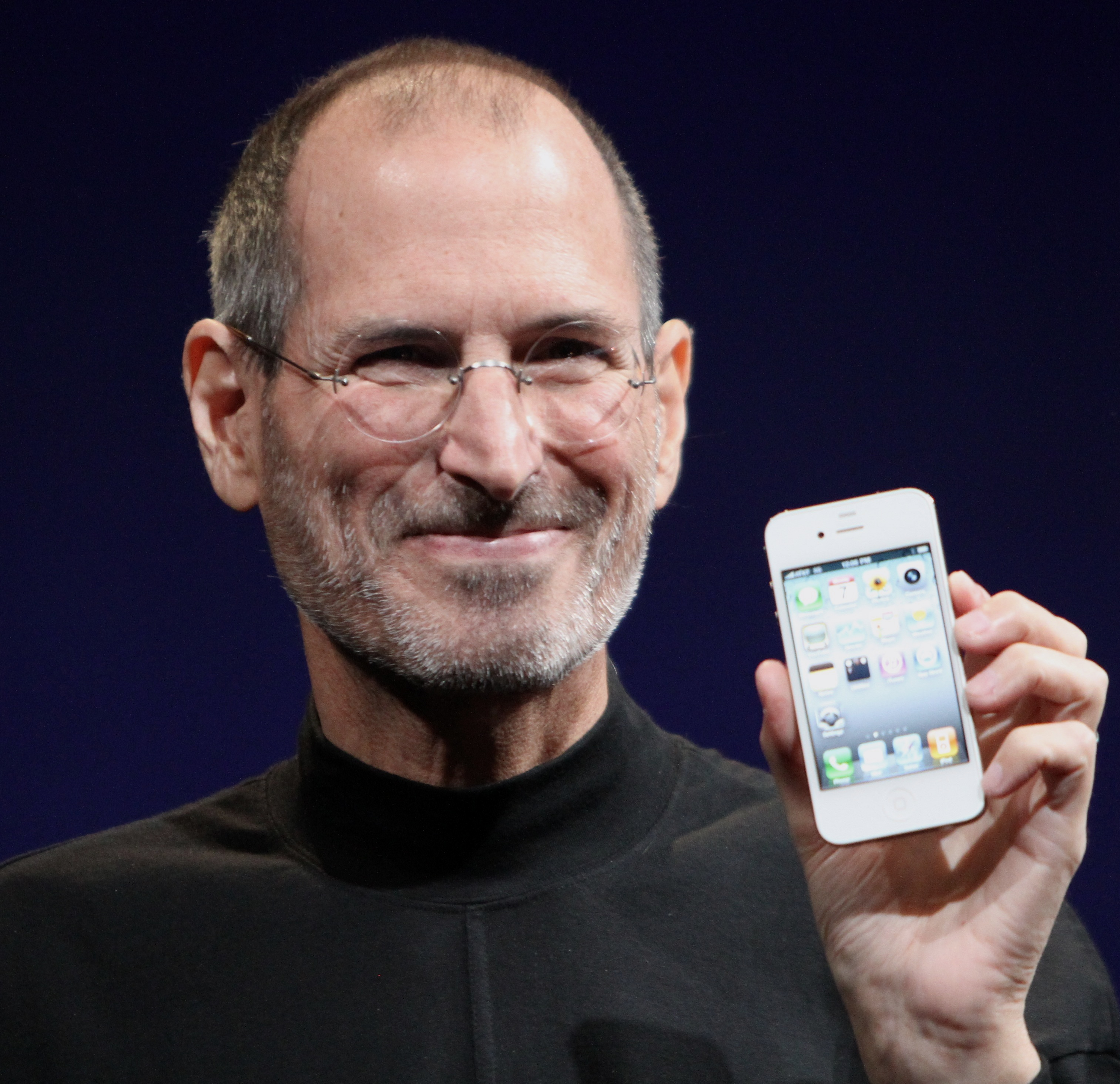
スティーブ・ジョブズ／10月5日没

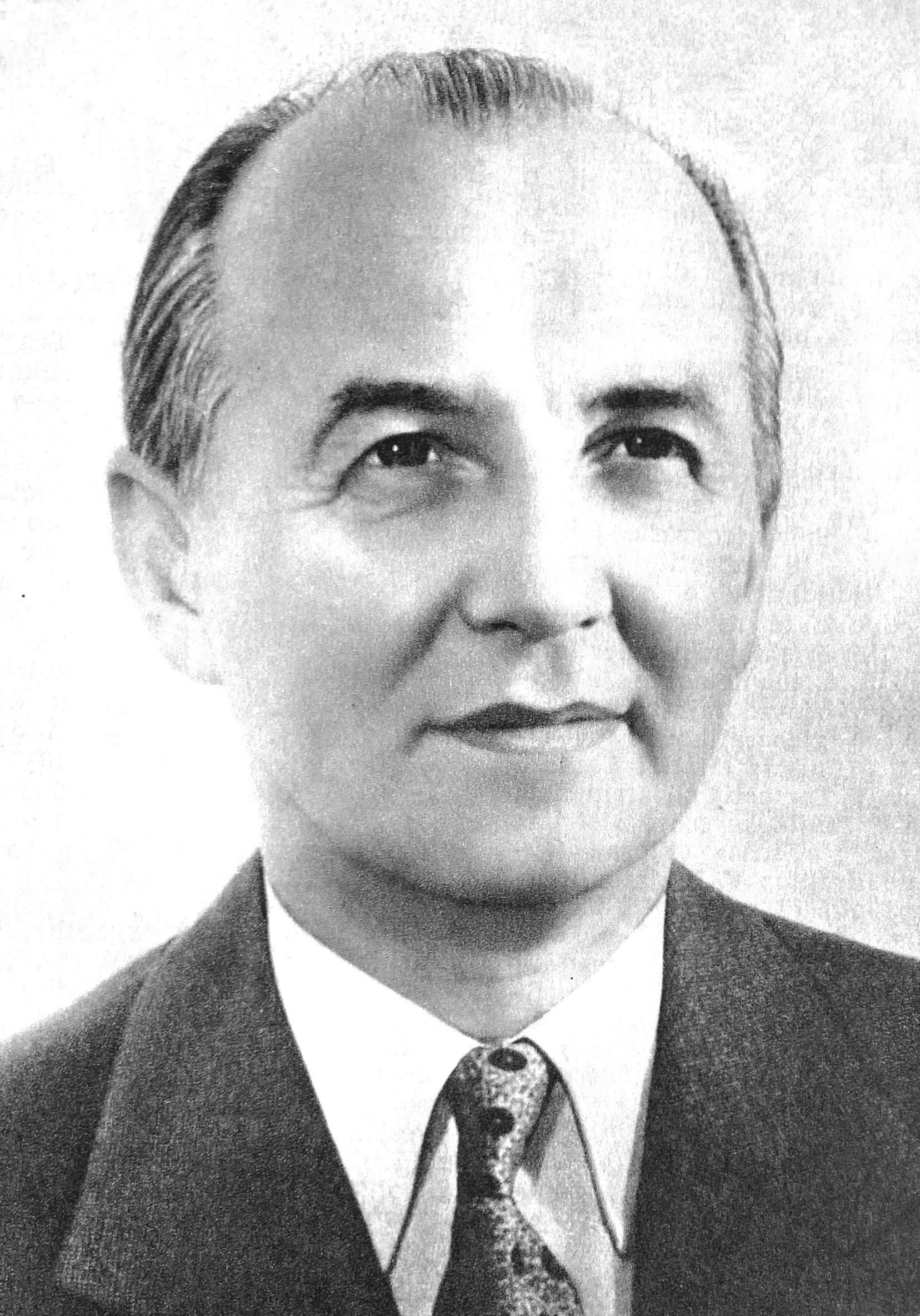
ラミズ・アリア／10月7日没

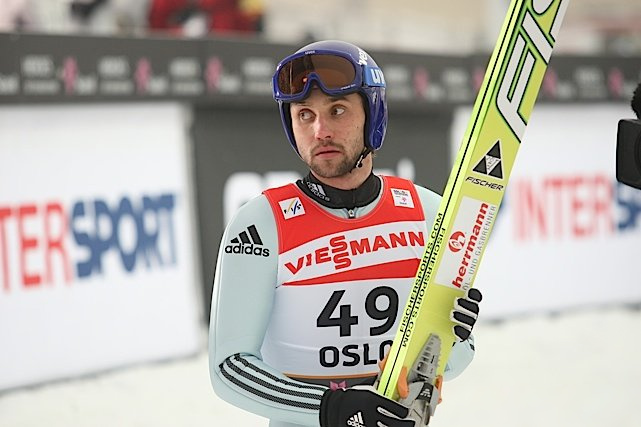
パヴェル・カレリン／10月9日没

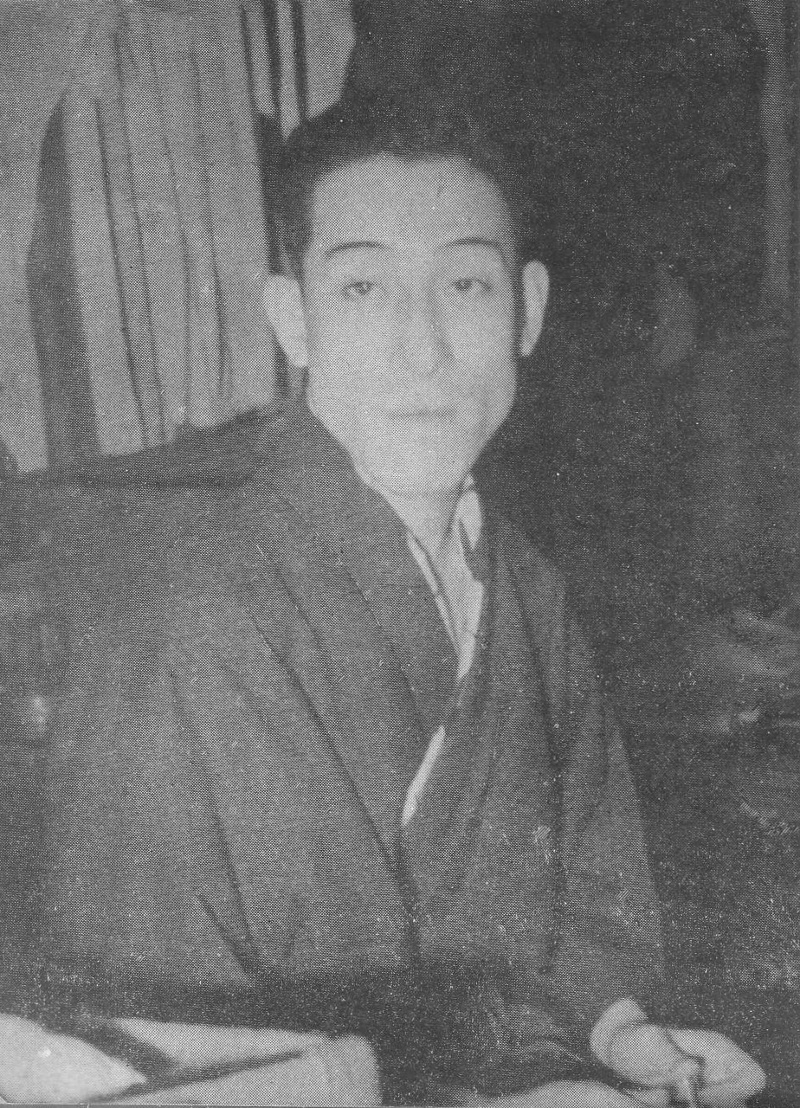
七世中村芝翫／10月10日没

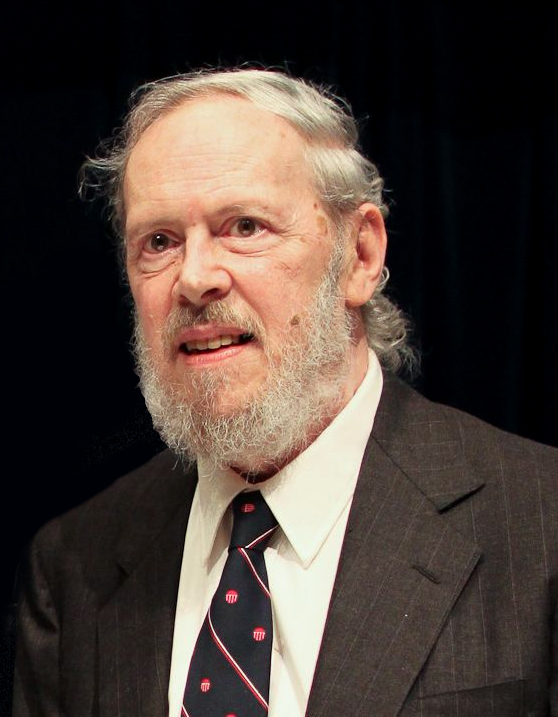
デニス・リッチー／10月11日没

- 10月1日 - デヴィッド・ベッドフォード、イギリスの音楽家（* 1937年）[1]
- 10月3日 - 加藤隆一、日本の銀行家、元東海銀行頭取、元名古屋商工会議所会頭（* 1920年）[2]
- 10月3日 - 元永定正、日本の美術家（* 1922年）[3]
- 10月3日 - 西園寺昭夫、日本の元プロ野球選手（* 1937年）[4]
- 10月5日 - バート・ヤンシュ、イギリスの音楽家、フォークソングシンガー（* 1943年）[5]
- 10月5日 - スティーブ・ジョブズ、アメリカ合衆国の実業家、Apple共同創業者・CEO、ピクサーCEO、ディズニー役員（* 1955年）[6]
- 10月6日 - 芦田ヤスシ、日本のミュージシャン、サクソフォーン奏者（* 1930年）[7]
- 10月6日 - ダイアン・シレント（Diane Cilento）、オーストラリアの女優（* 1933年）[8]
- 10月7日 - ラミズ・アリア、アルバニアの政治家、元大統領（* 1925年）[9]
- 10月7日 - 柴田弘、日本の政治家、元公明党衆議院議員（* 1933年）[10]
- 10月8日 - 南野京右、日本の政治家、山口県長門市長（* 1936年?）[11]
- 10月9日 - 水野寿美子、日本の読書指導研究家（* 1925年?）[12]
- 10月9日（遺体発見日） - 青山景、日本の漫画家（* 1979年?）[13]
- 10月9日 - 小島昌也、日本の元プロ野球選手（* 1985年）
- 10月9日 - パヴェル・カレリン、ロシアのスキージャンプ選手（* 1990年）[14][15][16][17]
- 10月10日 - 七世中村芝翫、日本の歌舞伎俳優（* 1928年）[18]
- 10月10日 - 市川歳三、日本の歌舞伎床山（* 1933年?）[19]
- 10月10日 - 浜崎昌弘、日本の元サッカー選手（* 1940年）[20]
- 10月10日 - 柳ジョージ、日本のブルースシンガー（* 1948年）[21]
- 10月11日 - ロバート・ガルビン、アメリカ合衆国の経営者、モトローラ元会長兼(CEO)（* 1922年） [22]
- 10月11日 - 立川洋三、日本の作家、立教大学名誉教授（* 1928年?）[23]
- 10月11日 - 小谷津雅美、日本の画家、日本美術院同人・評議員（* 1937年?）[24]
- 10月12日 - 渡部英麿、日本の元サッカー選手、サッカー指導者、神職者（* 1924年）[25]
- 10月12日 - 斎藤憐、日本の劇作家（* 1940年）[26]
- 10月12日 - デニス・リッチー、アメリカ合衆国のコンピュータ技術者、C言語開発者（* 1941年）[27]
- 10月13日 - 中川正文、日本の児童文学作家（* 1921年）[28]
- 10月13日 - 能勢之彦、日本の医師、医学者、ベイラー医科大学教授、グレーター・ヒューストン日本人会元会長（* 1932年）[29]
- 10月13日 - 久田宗也、日本の茶人、久田流、表千家不審菴理事（* 1958年）[30]
- 10月13日 - 春日井陽子、日本のFUNKISTのフルート奏者（* 1975年）[31]
- 10月14日 - 馬場宏二、日本の経済学者、東京大学名誉教授（* 1933年）[32]
- 10月15日 - 奥村英夫、日本の作曲家（* 1936年?）[33]

## 16日 - 31日

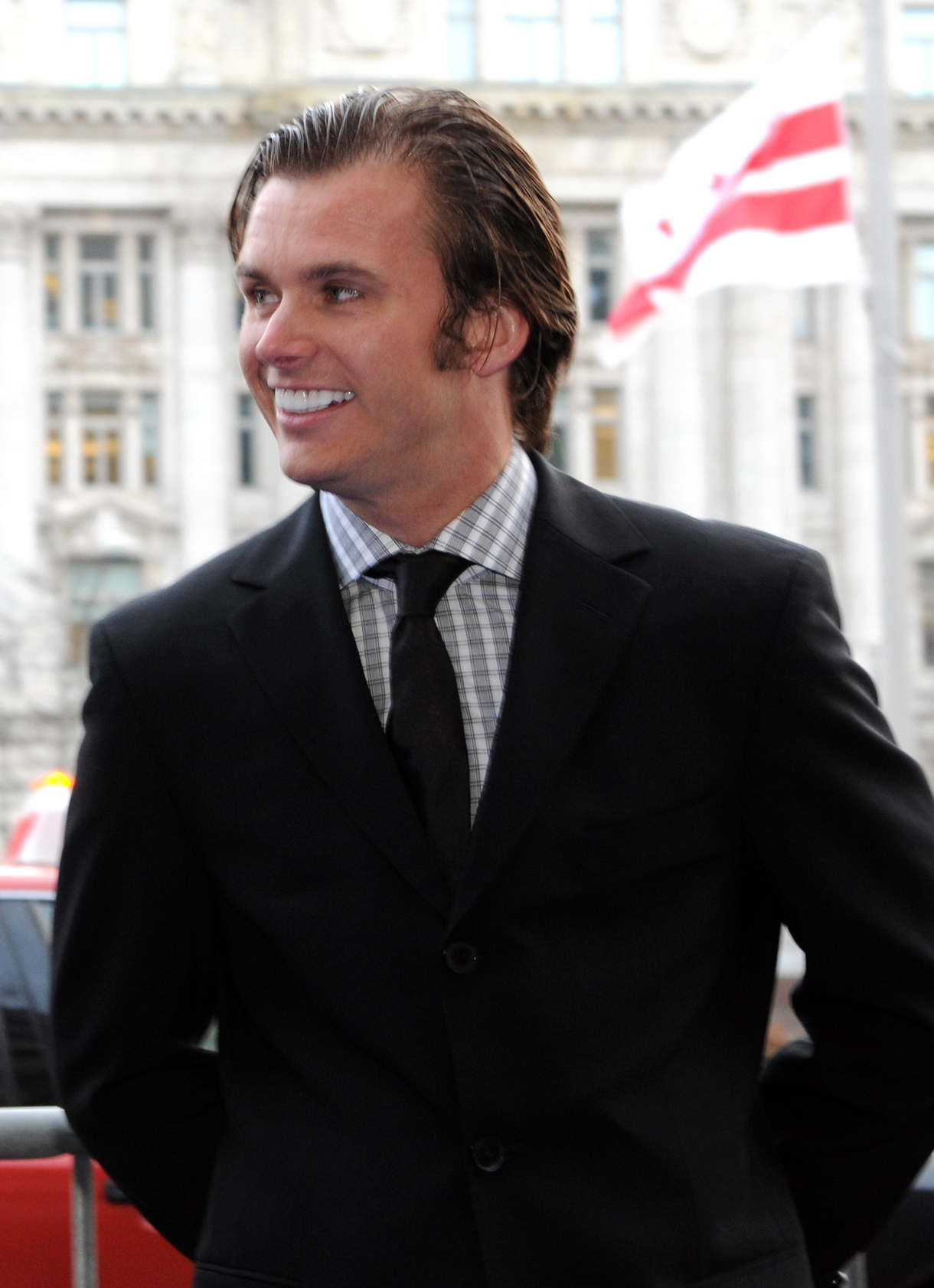
ダン・ウェルドン／10月16日没

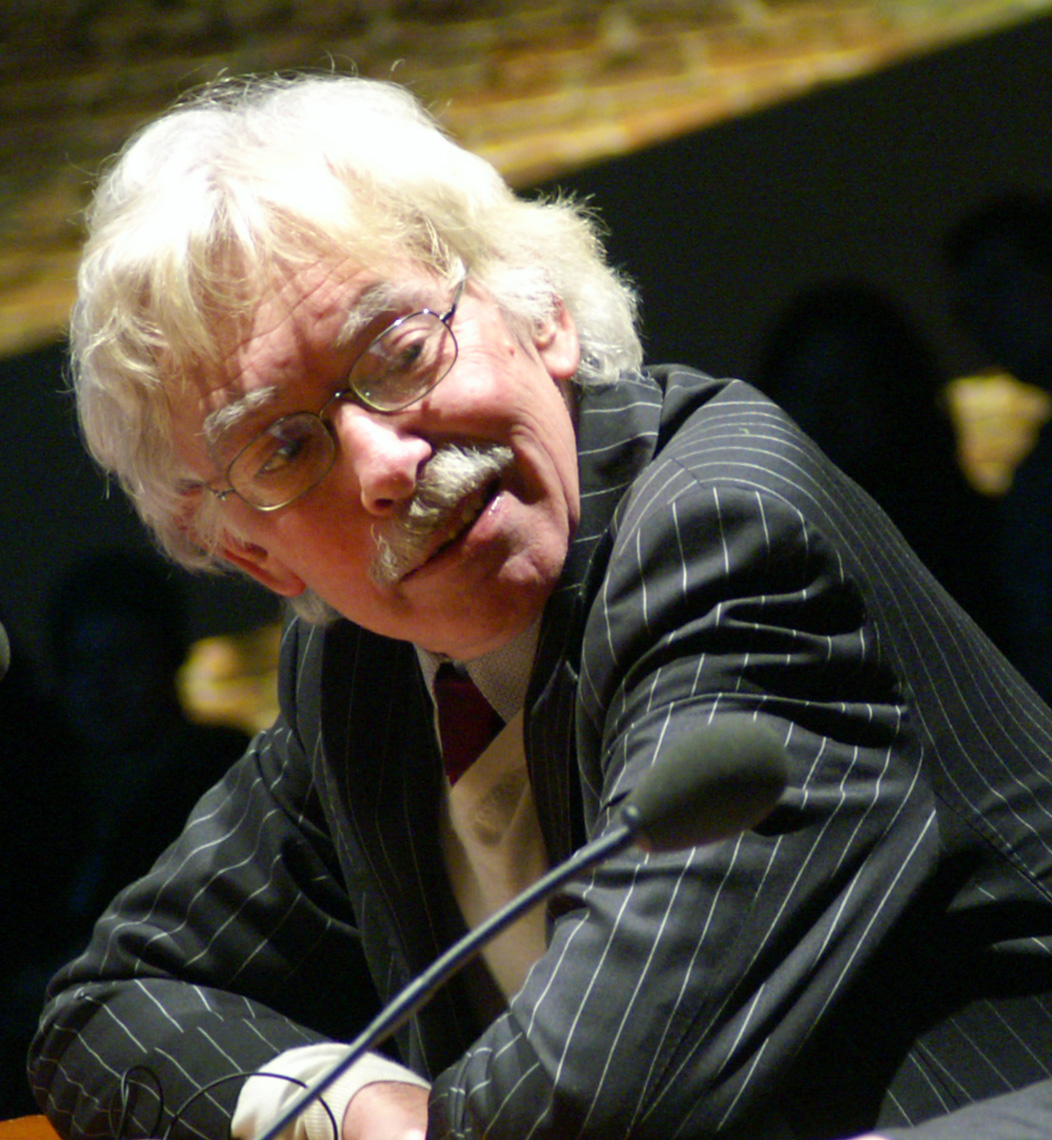
フリードリヒ・キットラー／10月18日没

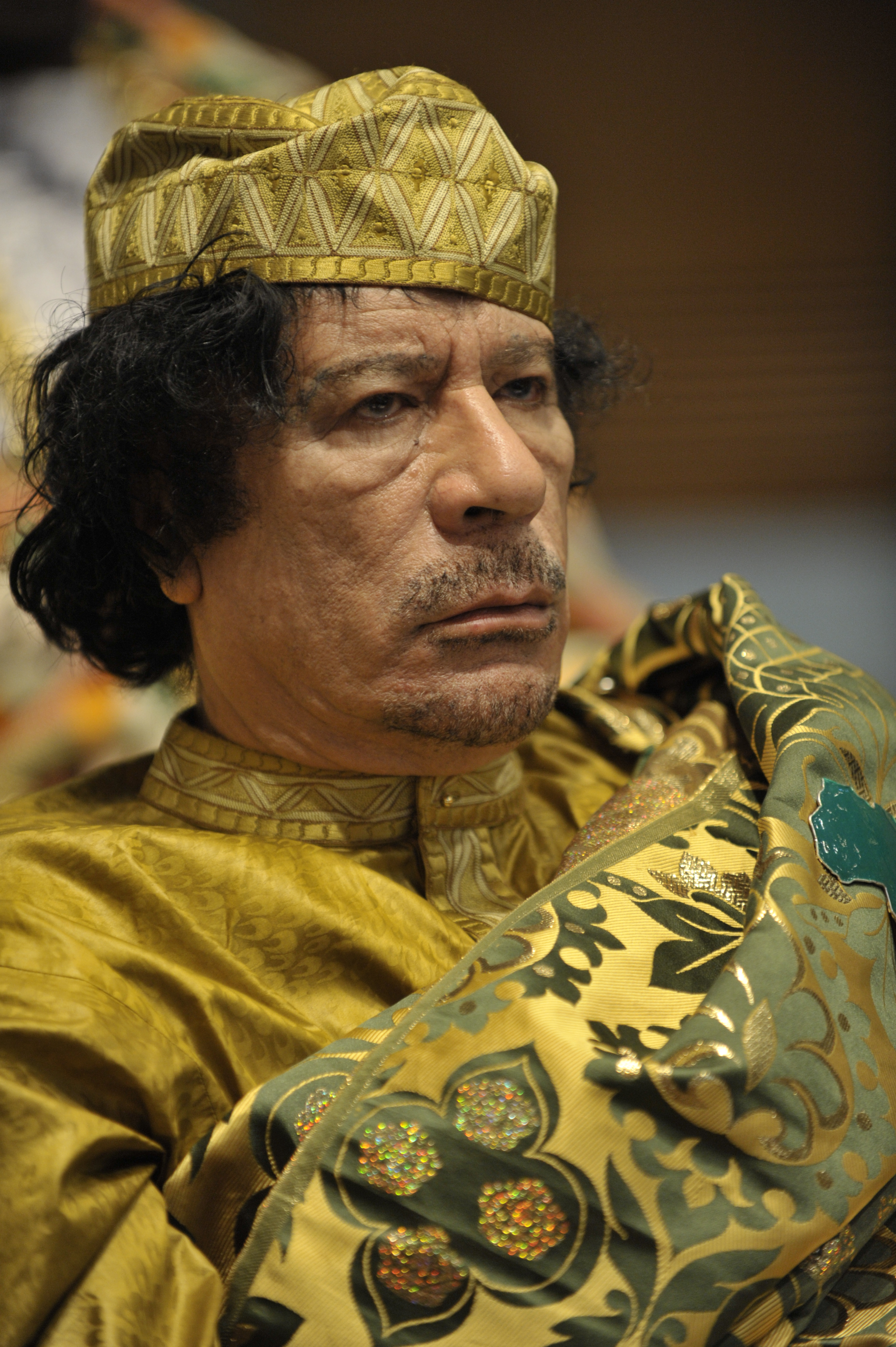
ムアンマル・アル＝カダフィ／10月20日没

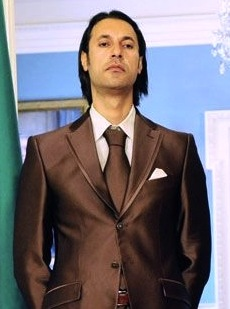
アル＝ムアタシム＝ビッラーフ・アル＝カダフィ／10月20日没

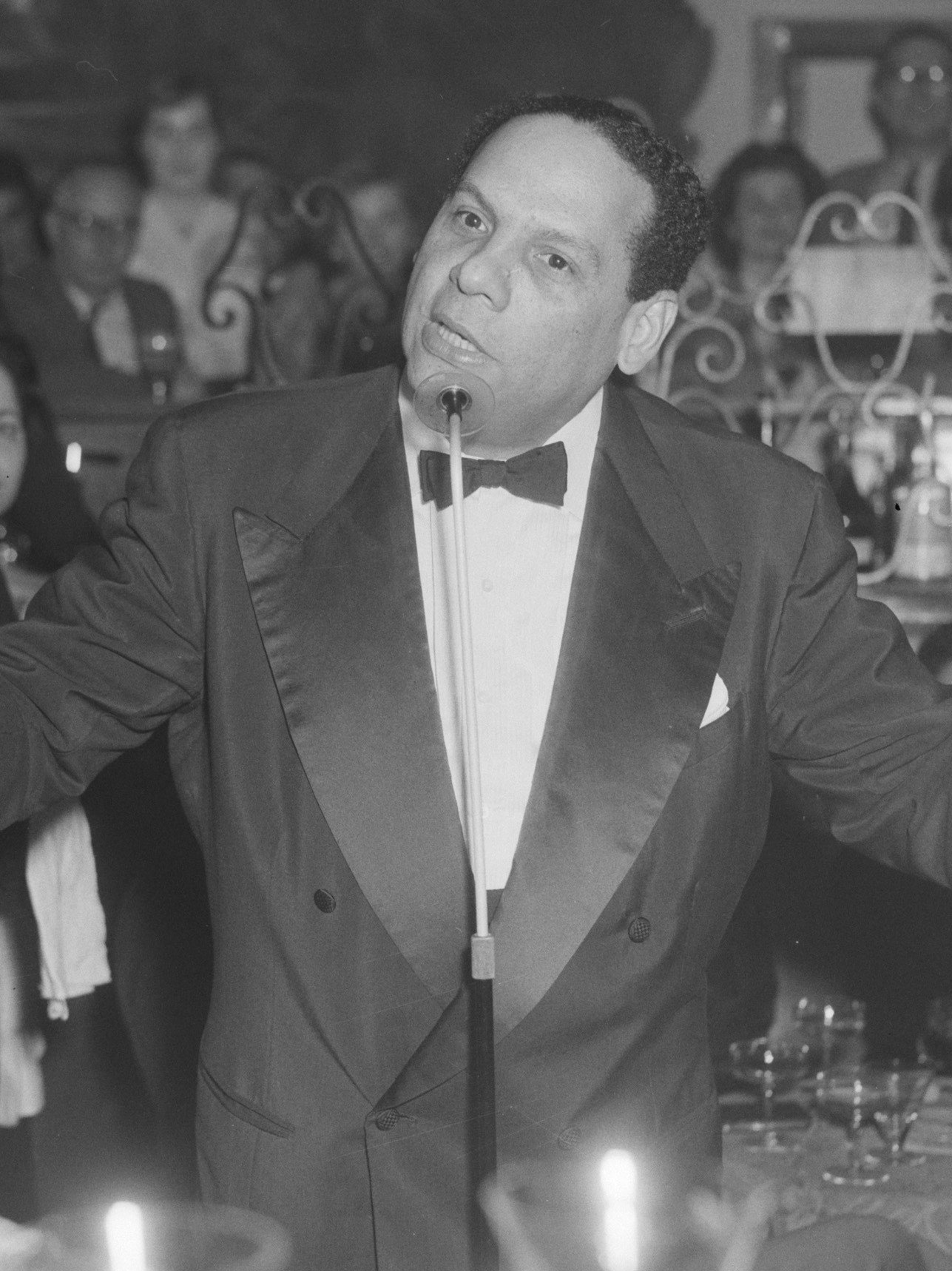
エドムンド・ロス／10月21日没

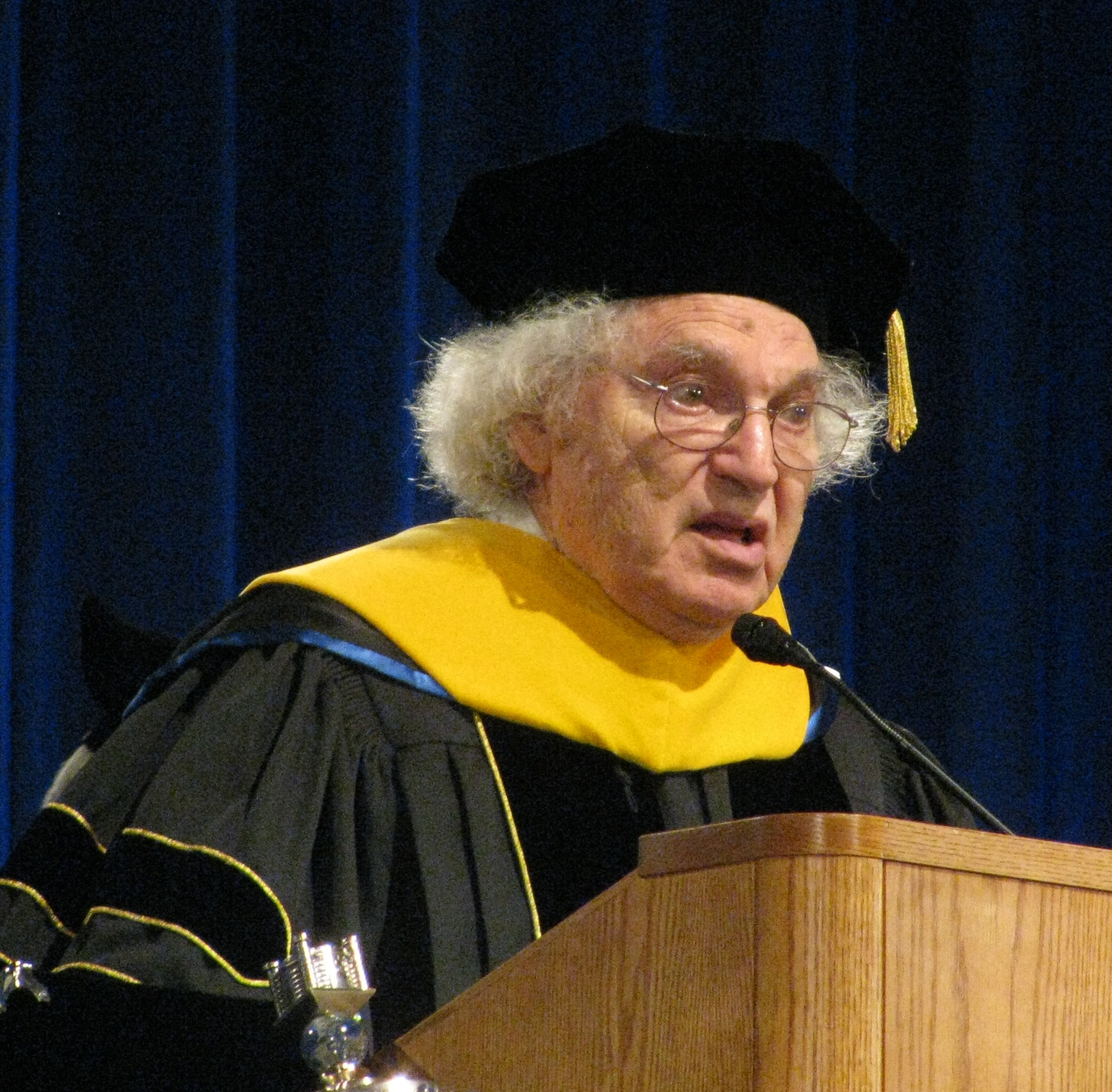
ハーバート・ハウプトマン／10月23日没

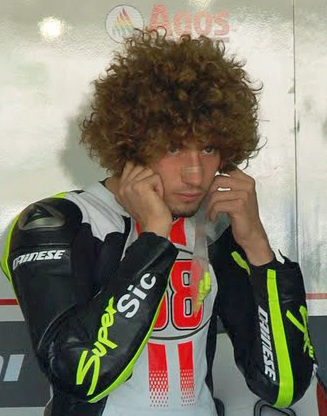
マルコ・シモンチェリ／10月23日没

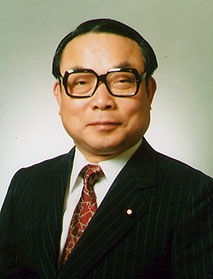
谷洋一／10月24日没

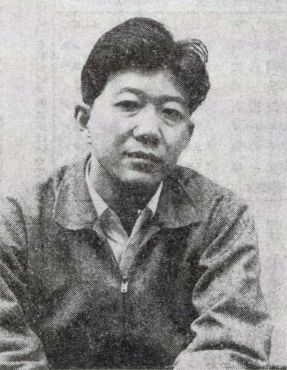
北杜夫／10月24日没

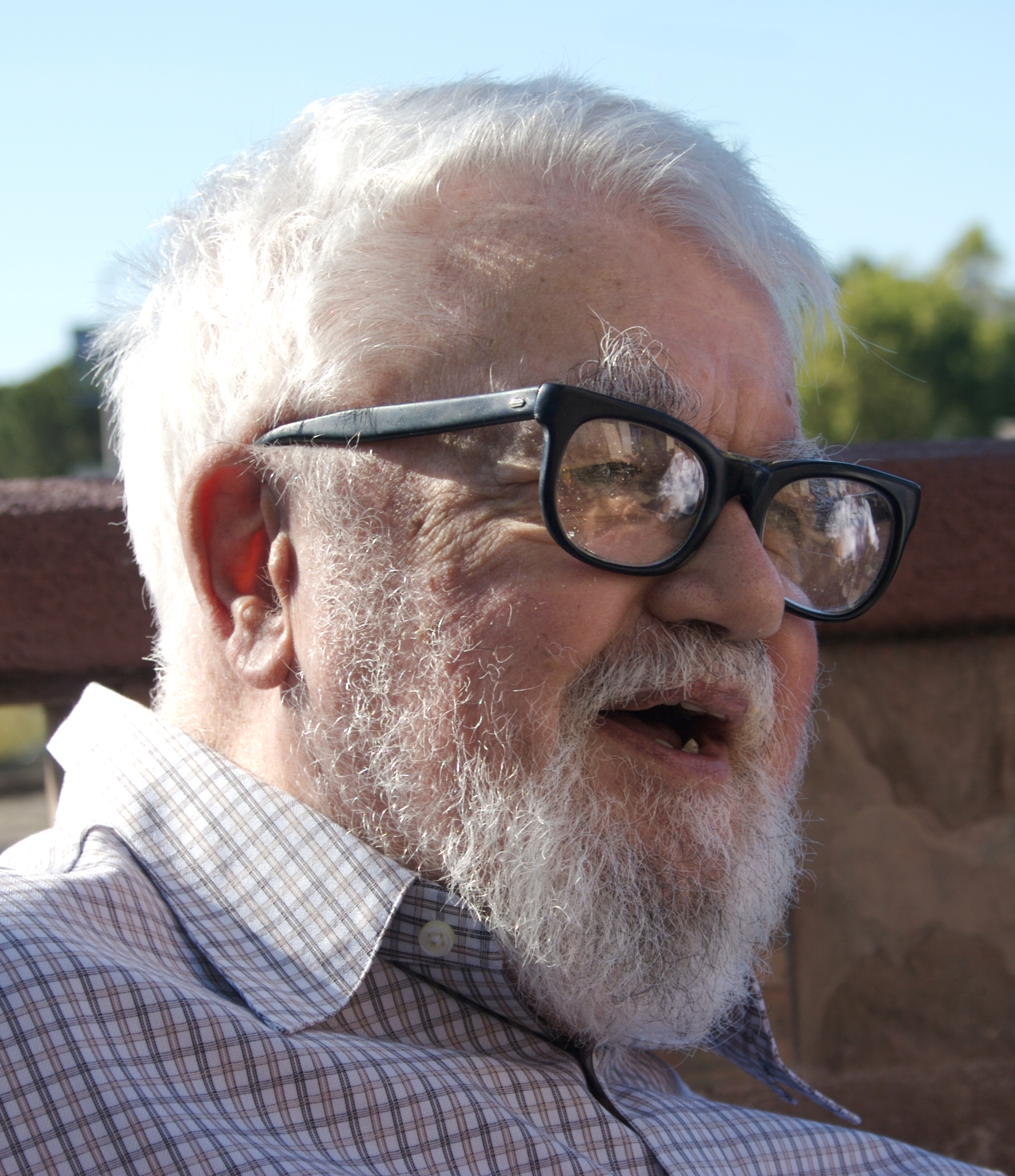
ジョン・マッカーシー／10月24日没

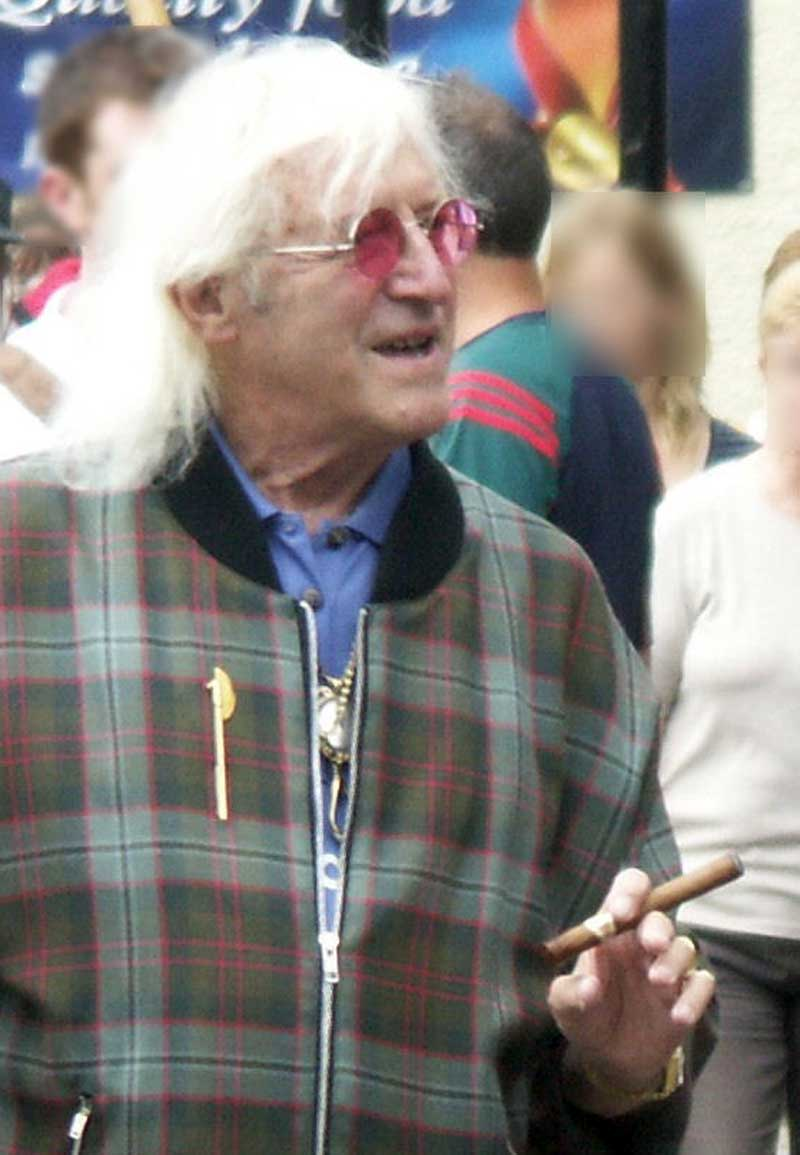
ジミー・サヴィル／10月29日没

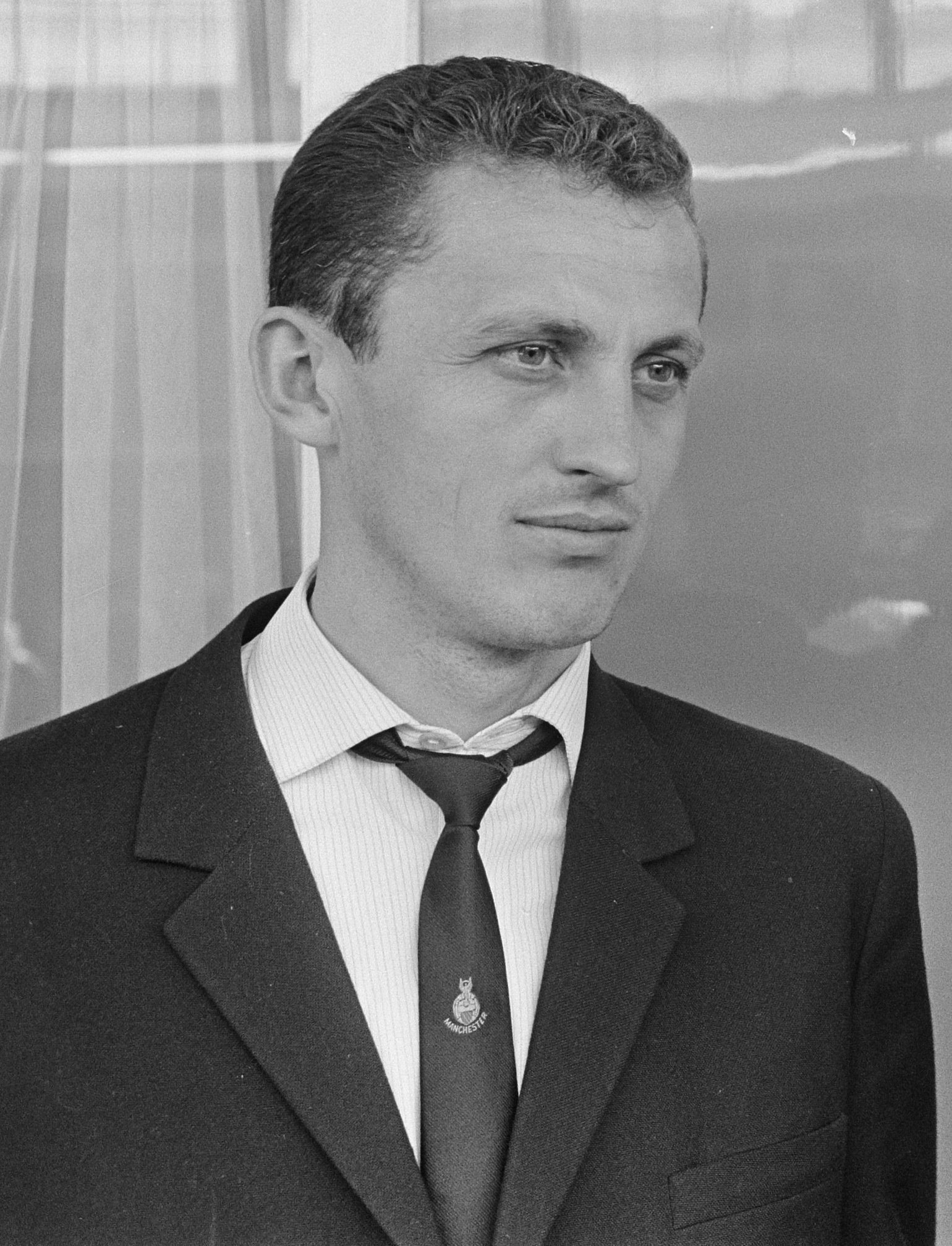
アルベルト・フローリアーン／10月31日没

- 10月16日 - 桂川寛、日本の画家（* 1924年）[34]
- 10月16日 - 椙山三太、日本のCMディレクター（* 1939年?）[35]
- 10月16日 - 有川博、日本の俳優・声優（* 1940年）[36][37]
- 10月16日 - ダン・ウェルドン、イングランドのカーレーサー（* 1978年）[38]
- 10月16日 - 船越陽大、日本のお笑い芸人、兎に角のメンバー（* 1985年?）[39]
- 10月17日 - 広瀬秀吉、日本の政治家、元日本社会党衆議院議員（* 1918年?）[40]
- 10月17日 - 谷口清太郎、日本の実業家、元名古屋鉄道相談役、元名古屋商工会議所会頭（* 1922年）[41]
- 10月18日 - フリードリヒ・キットラー、ドイツの文芸評論家（* 1943年）[42]
- 10月18日 - 長谷川摂子、日本の児童文学作家（* 1944年）[43]
- 10月20日 - ムアンマル・アル＝カダフィ、リビアの軍人、革命家、政治家、大リビア・アラブ社会主義人民ジャマーヒリーヤ国最高指導者（* 1942年）[44]
- 10月20日 - アル＝ムアタシム＝ビッラーフ・アル＝カダフィ、リビアの軍人、医師、政治家、国家安全保障会議顧問、警護隊司令官（* 1977年）[45]
- 10月20日 - 内藤初穂、日本のノンフィクション作家（* 1921年）[46]
- 10月21日 - エドムンド・ロス、トリニダード・トバゴのミュージシャン（* 1910年）[47]
- 10月21日 - 粕谷茂、日本の政治家、元自由民主党衆議院議員、第50代北海道開発庁長官・第19代沖縄開発庁長官、元東京都議会議員（* 1926年）[48]
- 10月22日 - 大熊伸行、日本のプロ野球選手（* 1942年）
- 10月23日 - ハーバート・ハウプトマン、アメリカ合衆国の数学者（* 1917年）[49]
- 10月23日 - マルコ・シモンチェリ[50]、イタリアのオートバイレーサー（* 1987年）[51]
- 10月24日 - 谷洋一、日本の政治家、元自由民主党衆議院議員、第30代農林水産大臣、第56代北海道開発庁長官・第25代沖縄開発庁長官、元兵庫県議会議員（* 1926年）[52]
- 10月24日 - 北杜夫、日本の小説家（* 1927年）[53]
- 10月24日 - ジョン・マッカーシー、アメリカ合衆国の工学者（* 1927年）[54]
- 10月24日 - 藤家虹二、日本の音楽家、ジャズクラリネット奏者（* 1933年）[55]
- 10月24日 - 六角幸生、日本のボーカリスト（* 1943年）[56]
- 10月24日 - 山口健、日本の声優（* 1956年）[57]
- 10月25日 - 安部一成、日本の経済学者、山口大学名誉教授（* 1927年）[58]
- 10月26日 - 嶋崎譲、日本の政治家、政治学者、元日本社会党衆議院議員、元九州大学教授（* 1925年）[59]
- 10月26日 - 時田麗子、日本の資生堂ファッションディレクター（* 1954年?）[60]
- 10月27日 - 直良三樹子、日本の作家（* 1926年?）[61]
- 10月28日 - 梅田濠二郎、日本の演劇人、文学座前社長（* 1937年?）[62]
- 10月28日 - 梅若吉之丞、日本の能楽師（* 1938年?）[63]
- 10月29日 - ジミー・サヴィル、イギリスの司会者（* 1926年）
- 10月29日 - 馬渕直城、日本のフリージャーナリスト（* 1944年?）[64]
- 10月30日 - 楠山春樹、日本の中国古典研究者、早稲田大学名誉教授（* 1922年）[65]
- 10月31日 - 久我高照、日本の住職、奈良・法華寺門跡（* 1921年）[66]
- 10月31日 - 松薗勉、陸上自衛官、元陸将、自衛隊札幌地区病院長（* 1927年）[67]
- 10月31日 - アルベルト・フローリアーン、ハンガリーの元サッカー選手（* 1941年）[68]